# Loxogramme involuta
Loxogramme involuta là một loài thực vật có mạch trong họ Polypodiaceae. Loài này được (D. Don) C. Presl miêu tả khoa học đầu tiên năm 1836.